# Khaniadhana

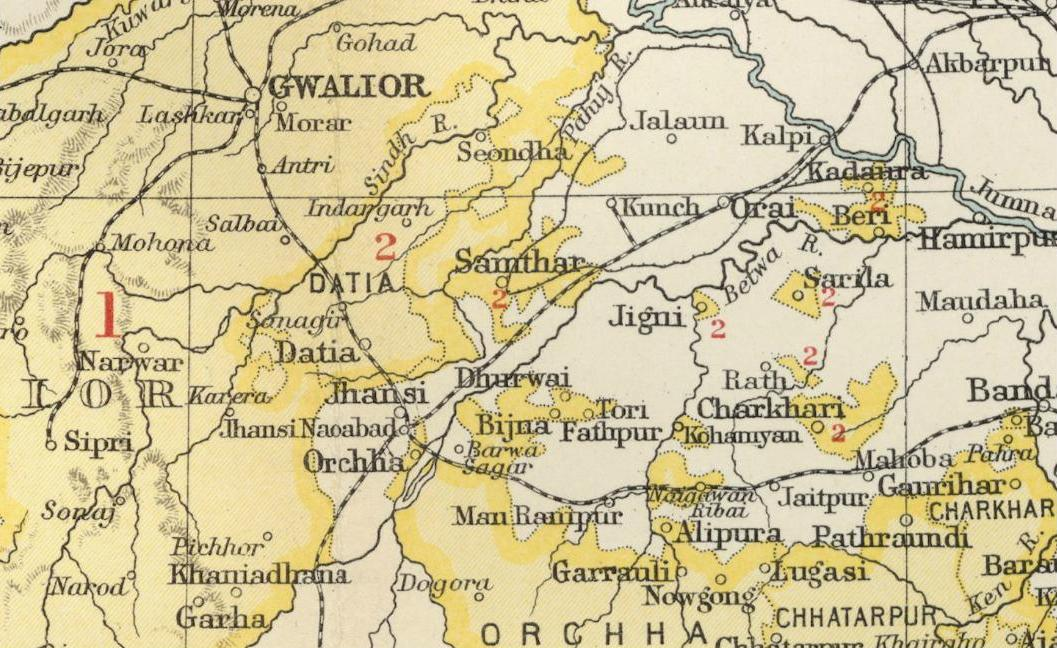
Mapa de l'Índia central, Imperial Gazetteer of India.

Khaniadhana fou un petit estat tributari protegit a l'agència del Bundelkhand a després (1888) a l'Agència de l'Índia Central (Residència de Gwalior). La superfície era de 217 km² (1881) o 176 km² (1901) i la població el 1881 de 13.494 habitants, el 1901 de 15.528 i el 1931 de 17.670. El territori era selvàtic amb diverses muntanyes estant situat a l'oest del Betwa i al sud-oest d'Orchha. La capital era Khaniadhana a 25° 01′ 30″ N, 78° 11′ 30″ E / 25.02500°N,78.19167°E amb una població el 1881 de 1.961 habitants i de 2.192 el 1901, en la qual hi ha una fortalesa que fou la residència del raja. Hi havia altres 49 pobles.
Originalment era part d'Orchha i fou concedit en jagir per Udet Singh al seu germà petit Amar Singh el 1703 o més probablement el 1724 junt amb les poblacions de Mohangarh i Ahar. Després del desmembrament d'Orchha pels marathes, el peshwa maratha va confirmar el jagir a Amir Singh (1751). Durant molts anys la sobirania feudal sobre Khaniadhana va ser disputada entre el governador maratha (després raja) de Jhansi i l'estat d'Orchha. El 1854, havent-se extingit ja la casa reial de Jhansi que per la doctrina del lapse va passar als britànics, aquestos van decidir convertir Khaniadhana en dependència directe amb dret derivat de les conquestes marathes de les que els britànics eren els continuadors jurídics i van concedir un sanad al sobirà (1862) que incloïa el dret d'adopció. El sobirà era un hindú bundela de la casa reial d'Orchha i el seu títol era jagirdar fins al 1877 que van rebre el títol de raja. El 1869 va pujar al tron Chitra Singh que era un menor i el seu oncle dirigia l'estat com a regent. El 1886 la moneda de l'Índia Britànica es va posar en circulació com única legal.

## Llista de rages
- Amar Sinh 1724-?
- Desconeguts vers 1760-1869
- Chitra Singh 1869-1909
- Khalak Singh 1909-1938
- Davendra Pratap Singh 1938-1948